# Mikołaj (patriarcha Jerozolimy)
Mikołaj – prawosławny patriarcha Jerozolimy do 1156 r. Data początku jego urzędowania nie jest znana.